# 교토상 사상 예술부문 수상자 목록
다음은 교토상 사상 예술부문 수상자 목록이다.
| 연도 | 수상자                              | 국적                                | 분야                                |
| 1985 | 올리비에 메시앙                     | 프랑스                              | 음악                                |
| 1986 | 이사무 노구치                       | 미국                                | 미술                                |
| 1987 | 안제이 바이다                       | 폴란드                              | 연극, 영화                          |
| 1988 | 폴 팀                               | 서독                                | 사상과 윤리                         |
| 1989 | 존 케이지                           | 미국                                | 음악                                |
| 1990 | 렌초 피아노                         | 이탈리아                            | 미술                                |
| 1991 | 피터 브룩                           | 영국                                | 연극, 영화                          |
| 1992 | 칼 포퍼                             | 영국                                | 사상과 윤리                         |
| 1993 | 비톨트 루토스와프스키               | 폴란드                              | 음악                                |
| 1994 | 구로사와 아키라                     | 일본                                | 연극, 영화                          |
| 1995 | 로이 리히텐슈타인                   | 미국                                | 미술                                |
| 1996 | 윌러드 밴 오먼 콰인                 | 미국                                | 사상과 윤리                         |
| 1997 | 이안니스 크세나키스                 | 프랑스                              | 음악                                |
| 1998 | 백남준                              | 미국                                | 미술                                |
| 1999 | 모리스 베자르트                     | 프랑스                              | 연극, 영화                          |
| 2000 | 폴 리퀘르                           | 프랑스                              | 사상과 윤리                         |
| 2001 | 리게티 죄르지                       | 오스트리아, 헝가리                  | 음악                                |
| 2002 | 안도 다다오                         | 일본                                | 미술                                |
| 2003 | 요시다 다마오                       | 일본                                | 연극, 영화                          |
| 2004 | 위르겐 하버마스                     | 독일                                | 사상과 윤리                         |
| 2005 | 니콜라우스 아르농쿠르               | 오스트리아                          | 음악                                |
| 2006 | 미야케 이세이                       | 일본                                | 미술                                |
| 2007 | 피나 바우슈                         | 독일                                | 연극, 영화                          |
| 2008 | 찰스 테일러                         | 캐나다                              | 사상과 윤리                         |
| 2009 | 피에르 불레즈                       | 프랑스                              | 음악                                |
| 2010 | 윌리엄 켄트리지                     | 남아프리카공화국                    | 미술                                |
| 2011 | 반도 타마사부로                     | 일본                                | 연극, 영화                          |
| 2012 | 가야트리 차크라보르티 스피박        | 인도                                | 사상과 윤리                         |
| 2013 | 세실 테일러                         | 미국                                | 음악                                |
| 2014 | 시무라 후쿠미                       | 일본                                | 미술                                |
| 2015 | 존 노이마이어                       | 미국                                | 연극, 영화                          |
| 2016 | 마사 누스바움                       | 미국                                | 사상과 철학                         |
| 2017 | 리처드 타루스킨                     | 미국                                | 음악                                |
| 2018 | 조안 조나스                         | 미국                                | 미술                                |
| 2019 | 아리안 므누슈킨                     | 프랑스                              | 예술과 철학                         |
| 2020 | 코로나 바이러스 여파로 수상자 없음. | 코로나 바이러스 여파로 수상자 없음. | 코로나 바이러스 여파로 수상자 없음. |
| 2021 | 브뤼노 라투르                       | 프랑스                              | 사상과 철학                         |
| 2022 | 자키르 후세인                       | 인도                                | 음악                                |
| 2023 | 날리니 말라니                       | 인도                                | 미술                                |